# Eibar
Eibar is een stad en gemeente in de Spaanse provincie Gipuzkoa in de regio Baskenland met een oppervlakte van 25 km². Eibar telt 27.380 inwoners (1 januari 2016). De stad kreeg in 1346 stadsrechten van Alfons XI van Castilië. De eerste vermeldingen van Eibar dateren echter al van 1193.

## Sport
De plaatselijke betaaldvoetbalclub, SD Eibar, komt sinds het seizoen 2014/2015 uit in de Spaanse Primera División. De club speelt haar wedstrijden in het bescheiden Estadio Municipal de Ipurua.
In Eibar bevindt zich de beklimming naar Arrate. De weg naar het Arrate-heiligdom fungeert regelmatig als aankomstplaats van etappes in de wielerkoersen Ronde van Spanje en Ronde van het Baskenland.

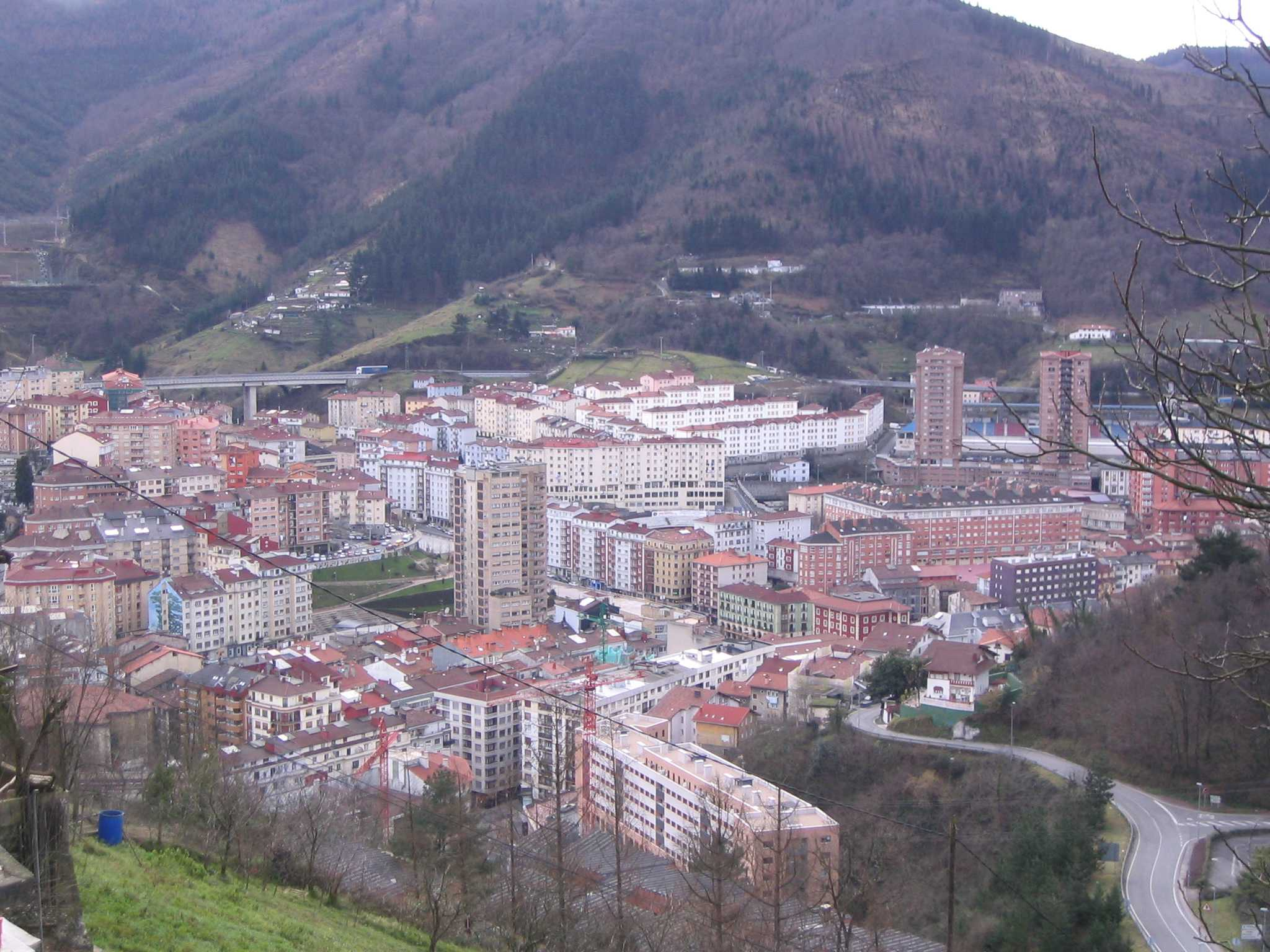
Uitzicht

## Demografische ontwikkeling
Bron: INE; 1857-2011: volkstellingen

## Geboren in Eibar
- Ignacio Zuloaga (1870-1945), schilder
- Alberto Ormaetxea (1939-2005), voetballer en voetbaltrainer
- Pedro Horrillo (1974), wielrenner
- Néstor Susaeta (1984), voetballer
- Markel Susaeta (1987), voetballer
- Mikel Oyarzabal (1997), voetballer